# Danksy
Danksy è il secondo EP del gruppo musicale italiano Two Fingerz, autoprodotto e pubblicato il 14 aprile 2015.

## Il disco
Pubblicato gratuitamente dal gruppo come anticipazione al loro sesto album in studio La tecnica Bukowski, Danksy è costituito da otto brani registrati da Danti presso il Karmadillo di Paderno Dugnano e che hanno visto la partecipazione di artisti quali Raige, Babaman e i Datura.

## Tracce
1. Uno come Danti (Intro) (feat Soldanti) – 4:11
2. Banksy – 3:07
3. Come i tamarri (feat Raige) – 2:57
4. Il mondo che verrà (feat Babaman & Datura) – 3:09
5. Con la bocca (feat Rise Beatbox) – 3:07
6. Babbi & baby squillo (feat Shade) – 3:36
7. Hard-Monica (feat Fred De Palma) – 3:57
8. Arrivano gli sbirri (feat Shade) – 3:46

## Formazione

### Gruppo
- Danti – voce
- Roofio – campionatore, programmazione

Altri musicisti
- Raige – voce aggiuntiva (traccia 3)
- Babaman, Datura – voci aggiuntive (traccia 4)
- Rise Beatbox – voce aggiuntiva (traccia 5)
- Shade – voce aggiuntiva (tracce 6 e 8)
- Fred De Palma – voce aggiuntiva (traccia 7)

### Produzione
- Roofio – produzione (tracce 1 e 2)
- Fire Flowerz – produzione (tracce 3, 4 e 6)
- Wap – produzione (traccia 5)
- Rob1one – produzione (traccia 8)
- Danti – registrazione
- Marco Zangirolami – missaggio, mastering